# Coralliozetus cardonae
Coralliozetus cardonae är en fiskart som beskrevs av Barton Warren Evermann och Marsh, 1899. Coralliozetus cardonae ingår i släktet Coralliozetus och familjen Chaenopsidae. Inga underarter finns listade i Catalogue of Life.